# Шамбон-л-Шато
Шамбон-л-Шато (фр. Chambon-le-Château) насеље је и општина у јужној Француској у региону Лангдок-Русијон, у департману Лозер која припада префектури Манд.
По подацима из 2011. године у општини је живело 292 становника, а густина насељености је износила 35,96 становника/km². Општина се простире на површини од 8,12 km². Налази се на средњој надморској висини од 1 000 метара (максималној 1.153 m, а минималној 891 m).

## Демографија
| 1962. | 1968. | 1975. | 1982. | 1990. | 1999. | 2011. |
| ----- | ----- | ----- | ----- | ----- | ----- | ----- |
| 417   | 500   | 398   | 361   | 311   | 260   | 292   |

График промене броја становника у току последњих година